# Plagiolepis rogeri
Plagiolepis rogeri är en myrart som beskrevs av Auguste-Henri Forel 1894. Plagiolepis rogeri ingår i släktet Plagiolepis och familjen myror. Inga underarter finns listade i Catalogue of Life.